# Daniel Sánchez (football)
Pour les articles homonymes, voir Sánchez et Daniel Sánchez.
Daniel Florencio Sánchez (né le 3 mai 1961 à Montevideo en Uruguay) est un joueur de football international uruguayen, qui évoluait au poste de défenseur, avant de devenir ensuite entraîneur.

## Biographie

### Carrière de joueur

#### Carrière en club
Avec le club de Danubio, il remporte un championnat d'Uruguay.

#### Carrière en sélection
Avec l'équipe d'Uruguay, il joue 26 matchs (pour aucun but inscrit) entre 1988 et 1993. 
Il figure dans le groupe des sélectionnés lors des Copa América de 1991 et de 1993.
Il joue également trois matchs comptant pour les tours préliminaires de la coupe du monde 1994.

## Palmarès
Danubio
- Championnat d'Uruguay (1) :
  - Champion : 1988.